# Social Work and Society
Social Work & Society – Online Journal for Social Work and Social Policy (SW&S) ist ein internationales Journal für die erziehungs- und sozialwissenschaftlichen Forschungsfelder der Sozialen Arbeit und der Sozialpolitik (im Open Access publiziert).

## Ausrichtung und Struktur
SW&S wurde 2003 als internationales Online-Journal für die erziehungs- und sozialwissenschaftlichen Forschungsfelder der Sozialen Arbeit und der Sozialpolitik gegründet. Das SW&S-Journal stellt wissenschaftlichen Beiträgen, die fachlich wie politisch und international relevante Fragestellungen in den Forschungsfeldern der Sozialen Arbeit und der Sozialpolitik diskutieren, einen digitalen Publikationsort bereit. Konzeptionell stehen dabei aktuelle, sozialtheoretisch ausgerichtete Fragestellungen aus den beiden genannten Forschungsbereichen im Mittelpunkt. Die SW&S-Herausgebergruppe setzt ausschließlich auf digitales Publizieren. Das SW&S Journal stellt insofern ein Online Only-Journal dar.
Als Mitglied der nordrhein-westfälischen Digital Peer Publishing-Initiative (DiPP) sieht sich das SW&S-Journal den internationalen Open-Access-Prinzipien verpflichtet, womit allen Usern ein kostenloser und niedrigschwelliger Zugang ermöglicht ist. Seit 2011 nutzt das SW&S-Journal die Open-Source-Publikationssoftware Open Journal Systems (OJS). SW&S wurde von der Deutschen Forschungsgemeinschaft (DFG) gefördert.
Die publizierten Beiträge erscheinen in der internationalen Wissenschaftssprache Englisch. Das damit entstehende Problem der sprachlichen Zugangsbarriere wird durch die Möglichkeit einzelner anderssprachiger Beiträge mit ausführlichen englischsprachigen Abstracts verringert.
Alle Beiträge unterliegen einem double blind peer review. Das SW&S Online Journal erscheint in der Struktur von Zeitschriftenausgaben (Issues) zweimal pro Jahr (Volume). Jede Ausgabe umfasst ein SW&S-Special Issue, das von Mitgliedern der Herausgebergruppe oder Gasteditoren verantwortet wird.
Das geschäftsführende Co-Ordination Office wird von einem internationalen Advisory Board aus renommierten Fachwissenschaftlern unterstützt. Die redaktionelle Koordinationstätigkeit und die technische Umsetzung leistet das an der Bergischen Universität Wuppertal. angesiedelte Co-Ordinating Office.
Geschäftsführender Herausgeber ist Fabian Kessl.